# Cztery pory roku (Vivaldi)
Cztery pory roku (wł. Le quattro stagioni) – cykl 4 koncertów skrzypcowych umieszczony w wydanym w 1725 roku zbiorze 12 koncertów Op. 8 Il cimento dell’armonia e dell’inventione (pol. Spór między harmonią a wyobraźnią).

## Historia
Antonio Vivaldi skomponował cykl około roku 1720 w Mantui i wydał w Amsterdamie w 1725 roku z dedykacją czeskiemu hrabiemu Wenzelowi von Morzin, który był jego mecenasem. Są to koncerty solowe, będące przykładem muzyki ilustracyjnej. Utwory powstały na podstawie anonimowych sonetów, których autorem był prawdopodobnie sam kompozytor. W partyturze zaznaczono, które fragmenty sonetów odnoszą się do której części kompozycji. Wykonanie Czterech pór roku trwa około 40 minut.

## Koncerty
- Koncert nr 1 E-dur „Wiosna” („La primavera”), RV 269
  1. Allegro
  2. Largo
  3. Allegro.
- Koncert nr 2 g-moll „Lato” („Lʼestate”), RV 315
  1. Allegro non molto
  2. Adagio e piano – Presto e forte
  3. Presto.
- Koncert nr 3 F-dur „Jesień” („Lʼautunno”), RV 293
  1. Allegro
  2. Adagio molto
  3. Allegro.
- Koncert nr 4 f-moll „Zima” („Lʼinverno”), RV 297
  1. Allegro non molto
  2. Largo
  3. Allegro.

Jak pisze Danuta Gwizdalanka: „Nawet na tle popularnego wówczas repertuaru programowo-ilustracyjnego Cztery pory roku wyróżniały się wielką ilością efektów onomatopeicznych i pomysłowym malarstwem dźwiękowym (...). Każdy koncert poprzedzał sonet objaśniający, a odniesienia ilustracyjne kompozytor wielokrotnie zaznaczał w nutach (...). Orkiestrowe ritornele stwarzają nastrój, epizody solowe malują konkretne wydarzenia”.

## Pliki dźwiękowe
| (audio)                                                                             | \| (info) \| \| „Cztery pory roku – Wiosna cz. I Allegro”, Vivaldi. John Harrison, skrzypce \| \| (info) \| \| „Cztery pory roku – Wiosna cz. II Largo”, Vivaldi. John Harrison, skrzypce \| \| (info) \| \| „Cztery pory roku – Wiosna cz. III Allegro”, Vivaldi. John Harrison, skrzypce \| \| (info) \| \| „Cztery pory roku – Lato cz. I Allegro non Molto”, Vivaldi. John Harrison, skrzypce \| \| (info) \| \| „Cztery pory roku – Lato cz. II Adagio”, Vivaldi. John Harrison, skrzypce \| \| (info) \| \| „Cztery pory roku – Lato cz. III Presto”, Vivaldi. John Harrison, skrzypce \| \| (info) \| \| „Cztery pory roku – Jesień cz. I Allegro”, Vivaldi. John Harrison, skrzypce \| \| (info) \| \| „Cztery pory roku – Jesień cz. II Adagio molto”, Vivaldi. John Harrison, skrzypce \| \| (info) \| \| „Cztery pory roku – Jesień cz. III Allegro”, Vivaldi. John Harrison, skrzypce \| \| (info) \| \| „Cztery pory roku – Zima cz. I Allegro non molto”, Vivaldi. John Harrison, skrzypce \| \| (info) \| \| „Cztery pory roku – Zima cz. II Largo”, Vivaldi. John Harrison, skrzypce \| \| (info) \| \| „Cztery pory roku – Zima cz. III Allegro”, Vivaldi. John Harrison, skrzypce \| \| Problem ze ściągnięciem pliku? Zobacz pomoc. \| |
| (info)                                                                              | |
| „Cztery pory roku – Wiosna cz. I Allegro”, Vivaldi. John Harrison, skrzypce         | |
| (info)                                                                              | |
| „Cztery pory roku – Wiosna cz. II Largo”, Vivaldi. John Harrison, skrzypce          | |
| (info)                                                                              | |
| „Cztery pory roku – Wiosna cz. III Allegro”, Vivaldi. John Harrison, skrzypce       | |
| (info)                                                                              | |
| „Cztery pory roku – Lato cz. I Allegro non Molto”, Vivaldi. John Harrison, skrzypce | |
| (info)                                                                              | |
| „Cztery pory roku – Lato cz. II Adagio”, Vivaldi. John Harrison, skrzypce           | |
| (info)                                                                              | |
| „Cztery pory roku – Lato cz. III Presto”, Vivaldi. John Harrison, skrzypce          | |
| (info)                                                                              | |
| „Cztery pory roku – Jesień cz. I Allegro”, Vivaldi. John Harrison, skrzypce         | |
| (info)                                                                              | |
| „Cztery pory roku – Jesień cz. II Adagio molto”, Vivaldi. John Harrison, skrzypce   | |
| (info)                                                                              | |
| „Cztery pory roku – Jesień cz. III Allegro”, Vivaldi. John Harrison, skrzypce       | |
| (info)                                                                              | |
| „Cztery pory roku – Zima cz. I Allegro non molto”, Vivaldi. John Harrison, skrzypce | |
| (info)                                                                              | |
| „Cztery pory roku – Zima cz. II Largo”, Vivaldi. John Harrison, skrzypce            | |
| (info)                                                                              | |
| „Cztery pory roku – Zima cz. III Allegro”, Vivaldi. John Harrison, skrzypce         | |
| Problem ze ściągnięciem pliku? Zobacz pomoc.                                        | |